# 경주 국제 마라톤
경주 국제 마라톤(Gyeongju International Marathon)은 동아일보사가 주최한 대한민국의 경상북도 경주에서 열리는 국제 마라톤 대회이다.

## 연혁
- 2000년 경주오픈마라톤대회에서 시작
- 2001년 경주국제마라톤 부활.
- 2020년과 2021년 코로나19 여파로 대회 취소
- 2022년 대회 재개

## 역대 우승자
- 2007년  에드윈 코멘(남자) 2시간 9분 44초,  윤선숙(여자) 2시간 35분 53초
- 2008년  실베스터 테이멧(남자) 2시간 9분 53초,  윤선숙(여자) 2시간 31분 21초
- 2009년  예맨 트세게이(남자) 2시간 8분 52초,  김영진(여자) 2시간 46분 42초
- 2010년  데제느 이르다웨(남자) 2시간 9분 13초,  정윤희(여자) 2시간 32분 9초
- 2011년  윌슨 로야나에 에루페(남자) 2시간 9분 23초,  임경희(여자) 2시간 38분 21초
- 2012년  윌슨 로야나에 에루페(남자) 2시간 6분 46초,  최보라(여자) 2시간 40분 20초
- 2013년  켐보이 키무레르(남자) 2시간 7분 48초,  최보라(여자) 2시간 34분 13초
- 2014년  실라스 세보이트(남자) 2시간 7분 15초,  임경희(여자) 2시간 57분 28초
- 2015년  윌슨 로야나에 에루페(남자) 2시간 7분 01초,  이숙정(여자) 2시간 39분 21초
- 2016년  필렉스 킵치르치르 키프로티치(남자) 2시간 6분 58초,  강수정(여자) 2시간 45분 57초
- 2017년  필렉스 킵치르치르 키프로티치(남자) 2시간 6분 54초,  이숙정(여자) 2시간 39분 59초
- 2018년  케네디 키프로프 체보로르(남자) 2시간 8분 26초,  이숙정(여자) 2시간 36분 44초
- 2019년  케네디 키프로프 체보로르(남자) 2시간 8분 21초,  백순정(여자) 2시간 42분 56초
- 2020년 코로나19 범유행으로 인한 풀코스 취소 및 축소 비대면 운영 (14일 내에 5km,10km 코스 완주)

## 같이 보기
- 서울국제마라톤
- 공주마라톤